# Acidurie 4 hydroxy-butyrique
L'acidurie 4 hydroxy-butyrique se manifeste par un retard psychomoteur, une hypotonie apparaissant dans l'enfance et une ataxie. Des crises convulsives se rencontrent chez 50 % des individus atteints. Une hyperactivité, des auto-mutilations, un comportement agressif, des hallucinations et des troubles du sommeil sont habituels chez les malades les plus âgés. L'atteinte des noyaux gris centraux avec chorée-athétose, dystonie et myoclonie survient dans les cas les plus sévères.
Le diagnostic se fait en dosant la 4-hydroxybutyrique dans les urines.

## Sources
- (en) Phillip L Pearl, Thomas R Hartka, Jessica L Cabalza, K Michael Gibson, Succinic Semialdehyde Dehydrogenase Deficiency In : GeneReviews at GeneTests: Medical Genetics Information Resource (database online). Copyright, University of Washington, Seattle. 1997-2006. genetests.org.